# ファニー・ローゼンフェルド
ファニー（ボビー）・ローゼンフェルド（Fanny "Bobbie" Rosenfeld、1903年、1904年または1905年12月28日 - 1969年11月14日）は、カナダの陸上競技選手。1928年アムステルダムオリンピックの金メダリストである。

## 経歴
ローゼンフェルドの生まれた年は不明であるが、帝政ロシア領ウクライナのドニエプロペトロフスクで生まれ、1905年に家族とともにカナダのオンタリオ州バリーに移住した。さらに、1922年に家族とともにトロントに引っ越し、ローゼンフェルドは地元のチョコレート工場の速記者として生計を立てるようになる。スポーツは夜か週末しかできない状況の中でも、いろいろなクラブに所属し、さまざまなスポーツに取り組んでいた。
国際陸上競技連盟は、1928年アムステルダムオリンピックから、5種目に限り女性の陸上競技への参加を認めた。ローゼンフェルドは100mと円盤投に出場する予定であった。しかし、同じ日に競技が実施されることから、100mに出場することとした。
100m決勝は、アメリカのベティ・ロビンソンが序盤リードし、ローゼンフェルドが追い上げる展開となった。そして、2人は並んでゴール。どちらが勝利したかわからなかった。審判はロビンソンが先着したと判定した。カナダ側の抗議も実らず、ロビンソンが金メダル、ローゼンフェルドが銀メダルとなった。

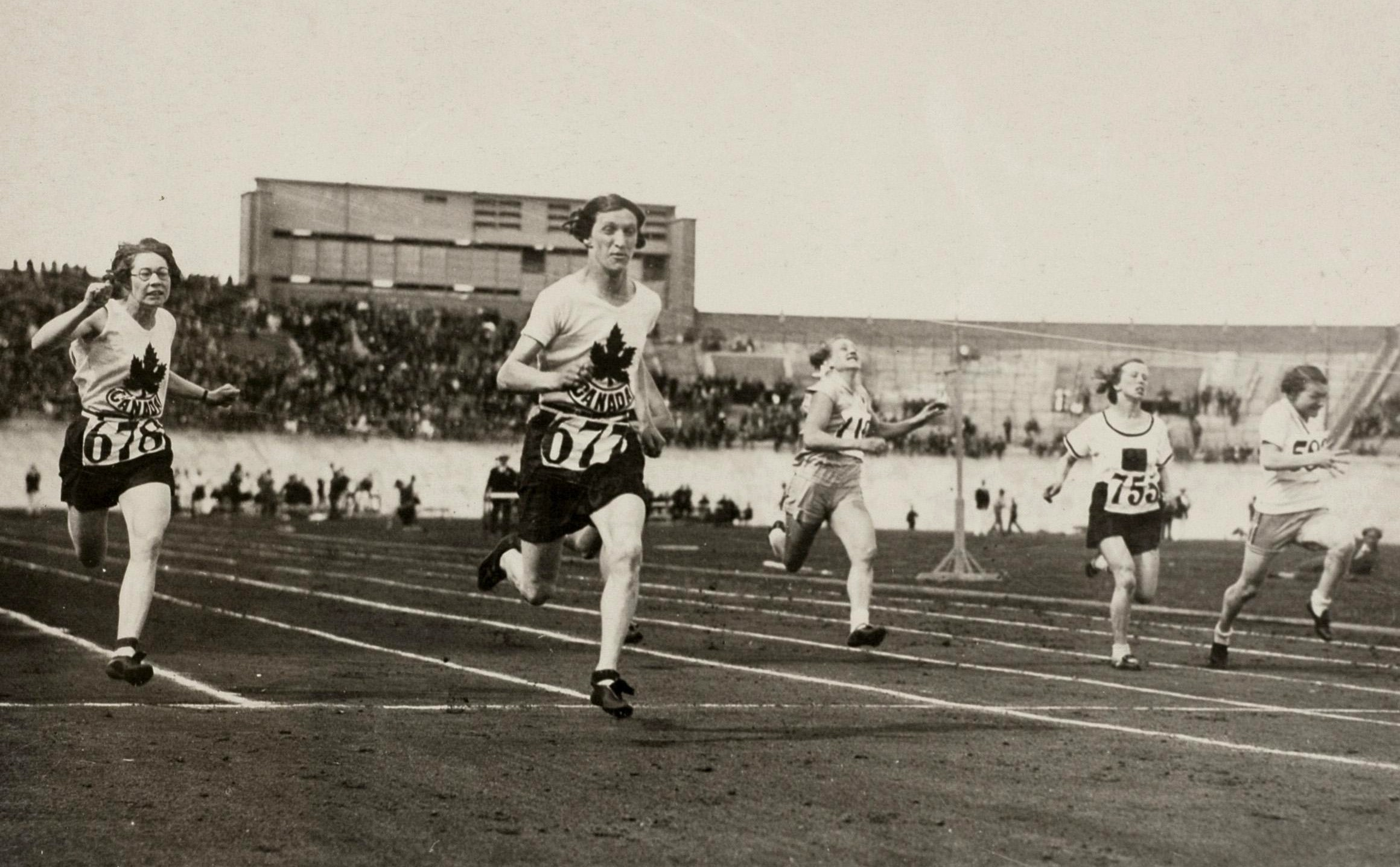
アムステルダムオリンピックでのゴールの瞬間の写真。ローゼンフェルドは左から2人目。

ローゼンフェルドは、800mに出場する同僚のジーン・トンプソンがけがで苦しんでいたために、当初予定していなかった同種目に出場することとする。この種目を一度も走ったことがなかったが、トンプソンを励まし、併走しながらゴール、トンプソンが4位、ローゼンフェルドは5位であった。
ローゼンフェルドは、4×100mリレーの第1走者として出場し、エセル・スミス、フローレンス・ベル、マートル・クックとともに、ロビンソンのいたアメリカを下し、金メダルを獲得した。
オリンピック後、ローゼンフェルドは深刻な関節炎を発症、8か月の間寝たきりの状況に陥る。寝たきり生活から解放されても、その後1年は松葉杖の生活を送る。しかし、1931年に関節炎が再発し、引退を余儀なくされる。引退後はスポーツジャーナリストとして活動した。